# Praga, Warszawa

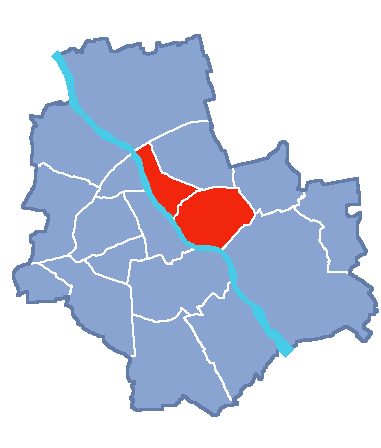
Norra Praga och Södra Praga i Warszawa.

Praga är en historisk förstad till Polens huvudstad Warszawa. Praga utgjorde en egen stad fram till 1791 då den under Stanisław II inkorporerades i Warszawa. Praga är sedan 1945 uppdelat i Praga Północ (Norra Praga) och Praga Południe (Södra Praga).